# Psammotettix amplus
Psammotettix amplus är en insektsart som beskrevs av Delong och Davidson 1935. Psammotettix amplus ingår i släktet Psammotettix och familjen dvärgstritar. Inga underarter finns listade i Catalogue of Life.